# Stor-Härtingtjärnen
Stor-Härtingtjärnen är en sjö i Härjedalens kommun i Hälsingland och ingår i Ljusnans huvudavrinningsområde. Sjön har en area på 0,105 kvadratkilometer och ligger 320 meter över havet.

## Delavrinningsområde
Stor-Härtingtjärnen ingår i det delavrinningsområde (689959-144876) som SMHI kallar för Mynnar i Linan. Medelhöjden är 333 meter över havet och ytan är 4,61 kvadratkilometer. Det finns inga avrinningsområden uppströms utan avrinningsområdet är högsta punkten. Vattendraget som avvattnar avrinningsområdet har biflödesordning 4, vilket innebär att vattnet flödar genom totalt 4 vattendrag innan det når havet efter 218 kilometer. Avrinningsområdet består mestadels av skog (82 procent). Avrinningsområdet har 0,08 kvadratkilometer vattenytor vilket ger det en sjöprocent på 1,8 procent.